# Хотилово (Кимрский район)
Хотилово — деревня в Кимрском районе Тверской области. Входит в состав Приволжского сельского поселения.

## География
Находится в юго-восточной части Тверской области на расстоянии приблизительно 21 км на северо-восток по прямой от районного центра города Кимры в правобережной части района.

## История
Известна с 1775 года как деревня с 8 дворами помещиков Зиновьевых, в 1846 году было отмечено 18 дворов. В 1859 году здесь (деревня Калязинского уезда Тверской губернии) было учтено 7 дворов. Ныне имеет дачный характер.

## Население
Численность населения: 61 человек (1775 год), 145 (1846 год), 173 (1859), 2 (русские 100 %) в 2002 году, 0 в 2010.